# U-41号潜艇 (1914年)
陛下之41号潜艇是德意志帝国海军建造的一艘潜艇或称U艇。它由基尔的日耳曼尼亚船厂承建，于1914年10月10日下水，至1915年2月1日交付使用。U-41号是在第一次世界大战期间服役的329艘德国潜艇之一，在其四次巡逻中，共击沉协约国或中立国的28艘商船，容积总吨为58546吨。1915年9月24日，该艇于第二次巴拉隆事件中在锡利群岛遭英国Q船击沉。

## 设计
U-41号为双壳远洋潜艇，在尺寸上类似于U-23至U-30型，仅在推进和速度上略有不同。德意志帝国海军将其视为非常优秀的公海舰艇，具有适中的机动性和良好的水面掌舵能力。
艇只的全长和耐压壳体长分别为64.70米和52.36米；舷宽6.32米，当中的耐压壳体宽为4.05米；有7.68米的总高和3.56米的吃水深度。艇只的总排水量达971吨；其中水上为685吨，水下为878吨。
U-41号搭载有可在水上使用的两台日耳曼尼亚六缸二冲程柴油发动机，总功率为1,850匹公制馬力（1,361千瓦特）；以及可在水下使用的西门子-舒克特双电动发电机，总功率为1,200匹公制馬力（883千瓦特）。这些发动机用以驱动双轴、每根轴各一个的直径1.6米长螺旋桨，从而使艇只在水上的最高速度达16.4節（30.4每小時），在水下的最高航速为每小时9.7節（18.0每小時）。它可以8節（15每小時）的速度在水上巡航8,790海里（16,280），或以5節（9.3每小時）的速度在水下巡航80海里（150）。艇只的潜航深度为50米。
艇只装备了四具直径为500毫米的鱼雷发射管，其中艏、艉各两具，并可携带合共6枚鱼雷。此外，U-41号于1915年还增配了一门88毫米30倍径速射炮。其标准船员编制为4名军官和31名水兵。

## 历史
U-41号是由德意志帝国海军于1912年6月12日向基尔的日耳曼尼亚船厂订购。它自1913年4月22日开始铺设龙骨，1914年10月10日下水，至1915年2月1日正式入役，并被编入驻黑尔戈兰岛的第二潜艇区舰队。其首任暨唯一一任艇长为海军上尉克劳斯·汉森，他此前曾是U-16号的指挥官。
在第一次世界大战初期，U-41号曾多次袭击协约国或中立国商船。从1915年5月至9月，共有30艘商船成为该艇的受害者，其中包括击沉28艘、击伤1艘和缴获1艘，容积总吨近60000吨。1915年9月24日，U-41号在第二次巴拉隆事件中遭英国Q船击沉。在战争的这一阶段，U艇指挥官奉命严格遵守交战规则（“巡洋交战规则”）。当发现商船目标时，U艇会在附近浮出水面，登船搜寻违禁品。这避免了中立船只被误击，但却使U艇暴露在巨大的风险中。
在截停了一艘容积总吨为6651吨的英国货轮乌尔比诺号（Urbino）之后，U-41号依照交战规则派遣了一支登船队检查货物。在船上检获战争物资后，德国人用救生艇把商船船员赶下了船。正当U-41号利用甲板炮击沉乌尔比诺号的过程中，悬挂着美国国旗的宛德拉号（伪装成美国商船巴拉隆号）来到了现场。U艇船员准备检查这艘中立船只的文件，后者却突然近距离开火，但并未撤下美国国旗。此举违反了交战规则；虽然规则允许悬挂假旗，但要求交战国必须在敌对行动开始前表明身份。尽管U-41号的甲板炮是有人值守，但只完成了一次发射脱靶。汉森于是下令潜航，希望从水下遁逃。然而，U艇急速下沉至76米，超过了规定的50米最大潜航深度。汉森遂下令排空所有沉浮箱，又使艇只跃升出水面。当U艇的损坏程度加剧，船员们开始弃艇。U-41号在锡利群岛以西约49°10′N 7°20′W / 49.167°N 7.333°W的方位沉没。全艇仅两名军官获救，艇长汉森也在阵亡名单之列。
这一事件在德国引起了广泛的愤怒，尤其是在海军军官中。德国铸币师卡尔·格茨甚至设计了一款宣传奖章来纪念这次沉没事件。

## 袭击历史摘要
| 日期          | 船名                | 船籍       | 吨位 | 结局       |
| ------------- | ------------------- | ---------- | ---- | ---------- |
| 1915年5月2日  | 美利坚号            | 挪威       | 3706 | 击沉       |
| 1915年5月2日  | 巡航者号            | 英国       | 146  | 击沉       |
| 1915年5月2日  | 八都马号            | 英国       | 148  | 击沉       |
| 1915年5月2日  | 墨丘利号            | 英国       | 222  | 击沉       |
| 1915年5月2日  | 圣乔治号            | 英国       | 215  | 击沉       |
| 1915年5月3日  | 奥斯卡号            | 挪威       | 107  | 击沉       |
| 1915年5月3日  | 罗克珊号            | 瑞典       | 355  | 缴作战利品 |
| 1915年5月25日 | 内布拉斯加人号      | 美国       | 4409 | 击伤       |
| 1915年5月26日 | 莫文娜号            | 英国       | 1414 | 击沉       |
| 1915年5月27日 | 凯德比号            | 英国       | 1130 | 击沉       |
| 1915年5月28日 | 埃塞俄比亚人号      | 英国       | 3794 | 击沉       |
| 1915年5月28日 | 斯彭尼穆尔号        | 英国       | 2733 | 击沉       |
| 1915年5月28日 | 图洛克穆尔号        | 英国       | 3520 | 击沉       |
| 1915年5月29日 | 塞斯妮号            | 葡萄牙     | 623  | 击沉       |
| 1915年5月29日 | 迪克西亚纳号        | 英国       | 3329 | 击沉       |
| 1915年5月29日 | 格兰里号            | 英国       | 4140 | 击沉       |
| 1915年7月16日 | 巴尔瓦号            | 俄罗斯帝国 | 1165 | 击沉       |
| 1915年7月17日 | 拉德茨基将军号      | 俄罗斯帝国 | 2118 | 击沉       |
| 1915年7月24日 | 格朗吉伍德          | 英国       | 3422 | 击沉       |
| 1915年7月25日 | 凯尔特人号          | 英国       | 264  | 击沉       |
| 1915年7月25日 | 塞东尼亚号          | 英国       | 259  | 击沉       |
| 1915年7月25日 | 象征号              | 英国       | 157  | 击沉       |
| 1915年7月25日 | 赤膀鸭号            | 英国       | 192  | 击沉       |
| 1915年7月25日 | 霍诺丽亚号          | 英国       | 179  | 击沉       |
| 1915年7月25日 | 利莱诺号            | 美国       | 1923 | 击沉       |
| 1915年7月28日 | 特隆赫姆峡湾号      | 挪威       | 4248 | 击沉       |
| 1915年9月23日 | 盎格鲁-哥伦比亚人号 | 英国       | 4792 | 击沉       |
| 1915年9月23日 | 钱塞勒号            | 英国       | 4586 | 击沉       |
| 1915年9月23日 | 赫西俄涅号          | 英国       | 3363 | 击沉       |
| 1915年9月24日 | 乌尔比诺号          | 英国       | 6651 | 击沉       |

## 脚注
1. 1 2  Helgason, Guðmundur. . German and Austrian U-boats of World War I - Kaiserliche Marine - Uboat.net.   [12 January 2015].
2. 1 2 3 4  Gröner，第6頁.
3. ↑  Herzog，第67頁.
4. ↑  Kemp 1998，第15頁.
5. ↑  Helgason, Guðmundur. . German and Austrian U-boats of World War I - Kaiserliche Marine - Uboat.net.   [12 January 2015].